# Snapper Carr
Snapper Carr (Carlos Tris, en las ediciones de la Editorial Novaro) es un personaje ficticio de DC Comics. Fue el primer miembro de la Liga de la Justicia que no es realmente un superhéroe, ya que carece de poderes especiales o una identidad superheroica. Apareció por primera vez en The Brave and the Bold Nº28, en la primera historia de la Liga, y fue aceptado como miembro por ayudar a derrotar a Starro, la Estrella Conquistadora
"Snapper" significa en inglés "chasqueador", y el personaje recibe ese nombre por su hábito de chasquear sus dedos todo el tiempo. 

## Historia
En el momento en que se creó al personaje, era habitual que los super héroes tuvieran acompañantes jóvenes que generaran identificación entre el público. La mayor parte de los miembros de la Liga ya contaba con tales acompañantes en sus series individuales, pero no se los utilizó en la Liga sino que en cambio se diseñó a uno nuevo para la ocasión. 
Para justificar que la Liga de la Justicia contara entre sus filas a una persona de tales características, se diseñó una historia en la cual la Liga vence a la Estrella Conquistadora gracias a la intervención de Snapper. Starro intenta controlar mentalmente a todo un pueblo, pero no logra controlar a Snapper, lo cual resultó ser por haber estado trabajando con cal.  
Al enterarse de dicha debilidad, la Liga lo derrota cubriéndolo de cal, dejándolo encerrado en un caparazón irrompible.￼  
La Liga establece su base de operaciones en una cueva cerca de dicho pueblo, y Snapper Carr los visita a menudo en sus primeros tiempos.